# Kazuhisa Kawahara
Kazuhisa Kawahara (河原 和寿, Kawahara Kazuhisa) est un footballeur japonais né le 29 janvier 1987. Il est attaquant.

## Biographie
Kazuhisa Kawahara participe à la Coupe du monde des moins de 20 ans 2007 avec le Japon. Il joue trois matchs dans cette compétition.
En club, il commence sa carrière professionnelle à l'Albirex Niigata. 